# Élection du Conseil de sécurité des Nations unies de 2005
La 61e élection du Conseil de sécurité des Nations unies a eu lieu le 10 octobre 2005 pendant la 60e session de l’Assemblée générale des Nations unies au siège des Nations unies à New York. Cette élection consiste en un renouvellement de cinq des dix sièges non permanents du Conseil, les nouveaux membres étant élus pour un mandat de deux ans commençant le 1er janvier 2006 et s'achevant le 31 décembre 2008. Les sièges à renouveler sont :
- deux pour l'Afrique
- un pour l'Asie
- un pour l'Europe de l'Est
- un pour l'Amérique latine et les Caraïbes